# Boulevard Maurice-Barrès
Le boulevard Maurice-Barrès est une voie de la commune de Neuilly-sur-Seine.

## Situation et accès
Long d’environ 900 mètres, orienté ouest-est, il commence au niveau du boulevard du Commandant-Charcot et finit boulevard des Sablons, où il est prolongé par le boulevard Maillot, le boulevard André-Maurois et la porte Maillot. Seulement loti sur son trottoir nord, bordé de marronniers, il forme la séparation du bois de Boulogne et de Neuilly.
D’ouest en est, on croise successivement la rue des Graviers, la villa Maillot et les rues Deleau et Ancelle. 
Le boulevard Maurice-Barrès est accessible par la station de métro Les Sablons sur la ligne 1 du métro de Paris.

## Origine du nom

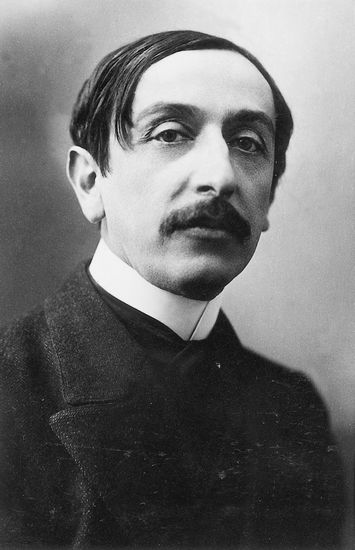
Maurice Barrès.

Cette voie rend hommage à l'écrivain Maurice Barrès, qui y a longtemps habité dans un hôtel particulier.

## Historique
Anciennement appelé boulevard Maillot, ce boulevard prend son nom actuel par délibération du conseil municipal le 27 décembre 1928.

## Bâtiments remarquables et lieux de mémoire

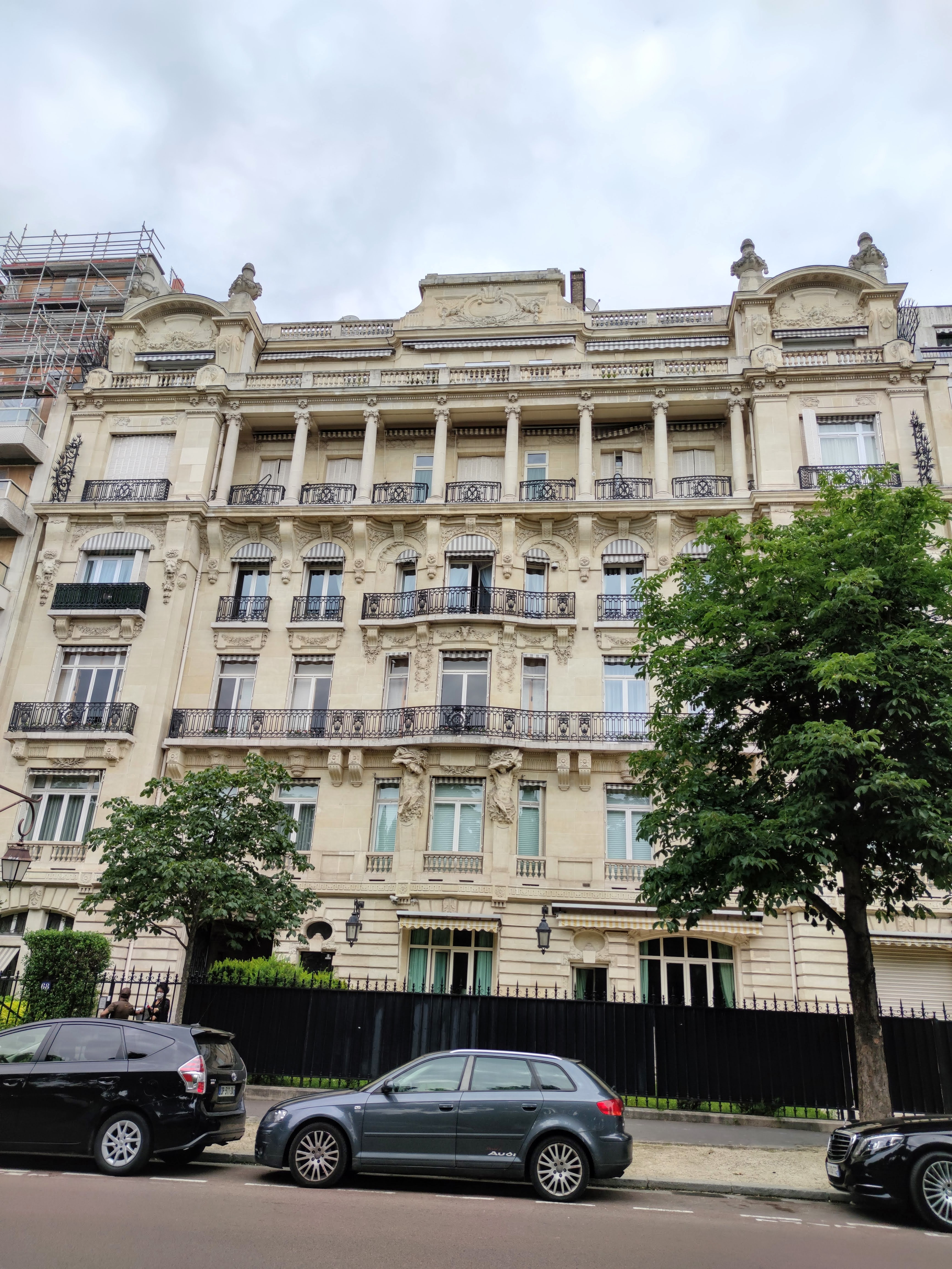
No 68.

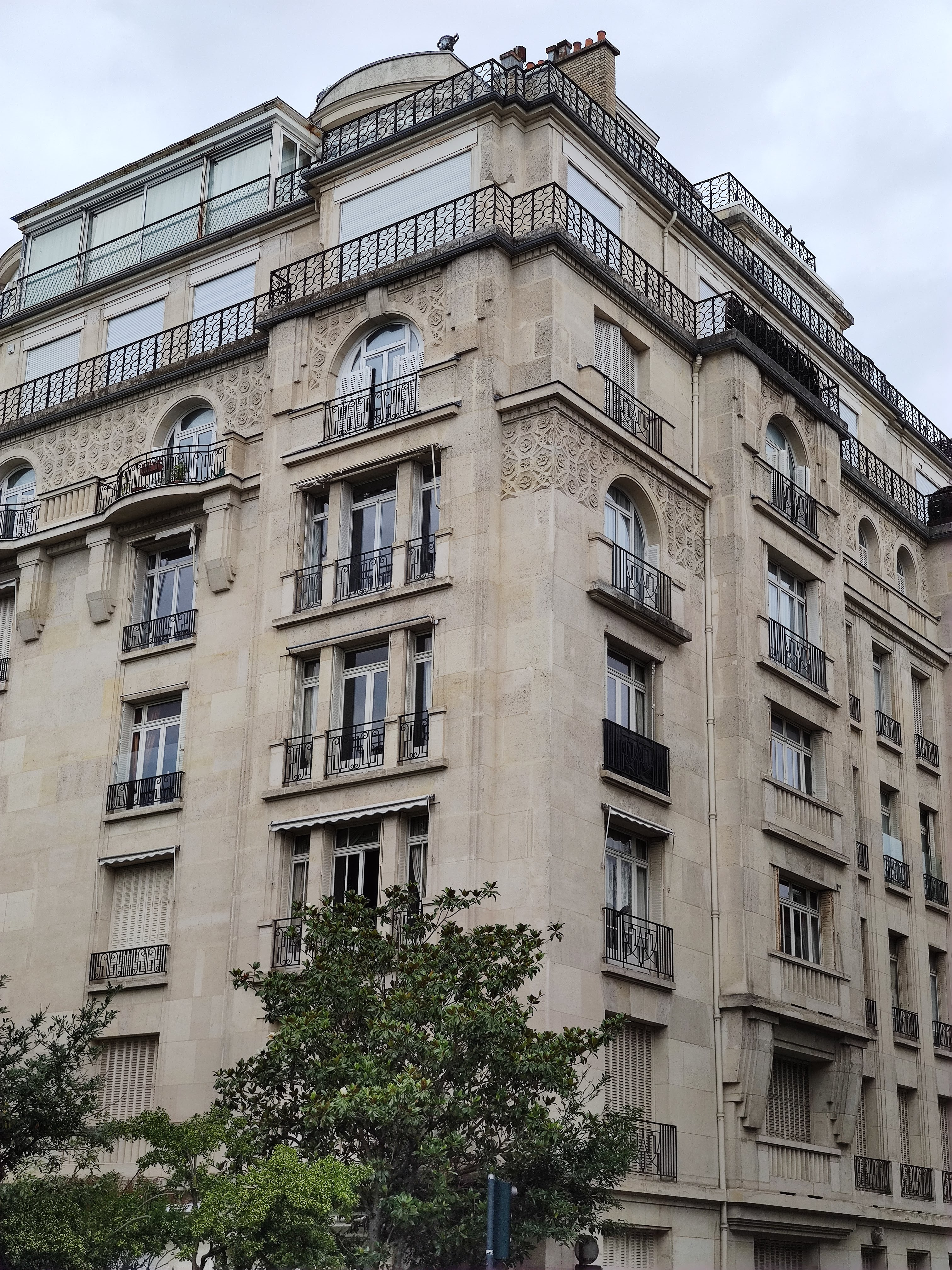
No 74.

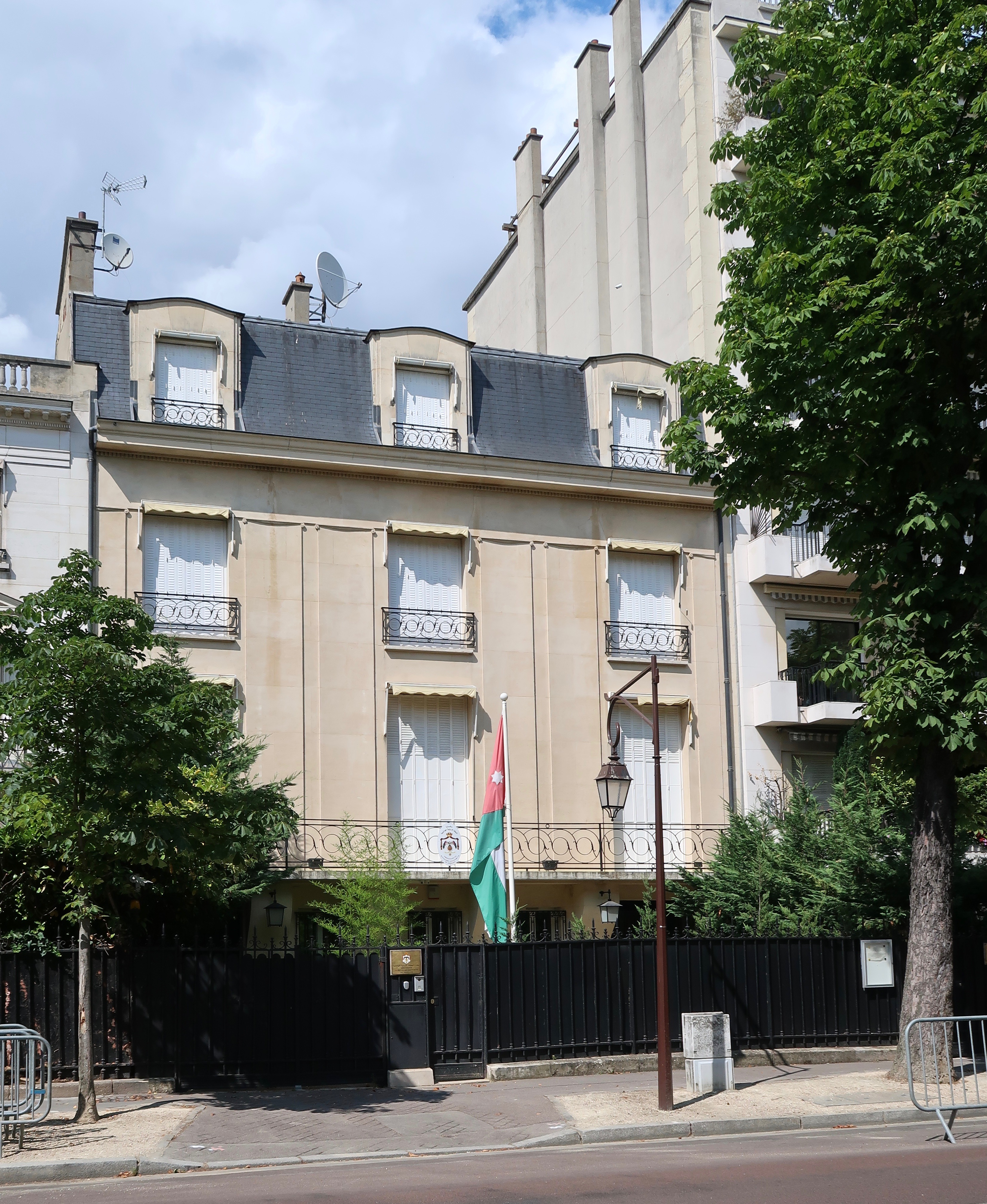
No 80 : l'ambassade de Jordanie.

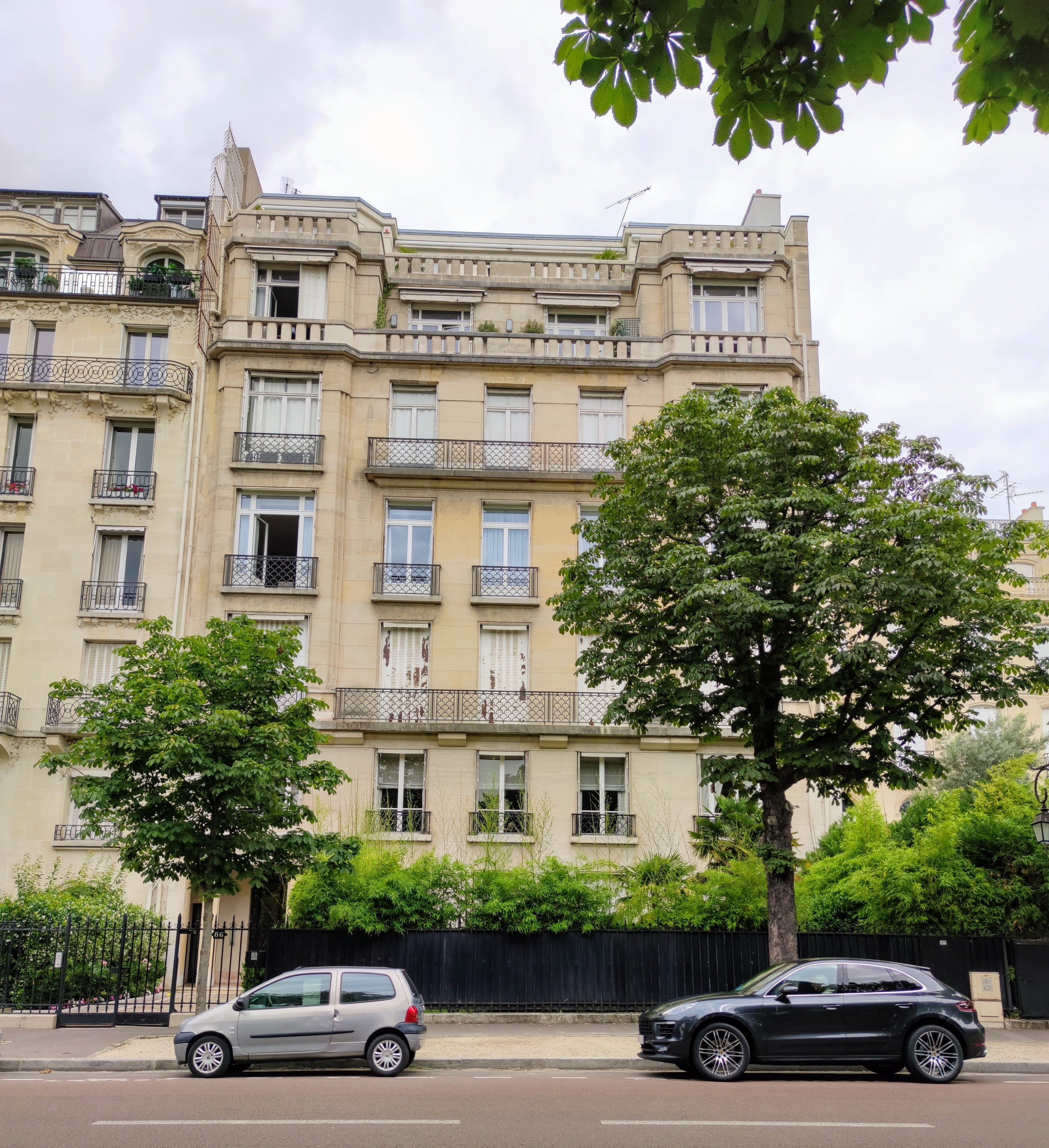
No 86.

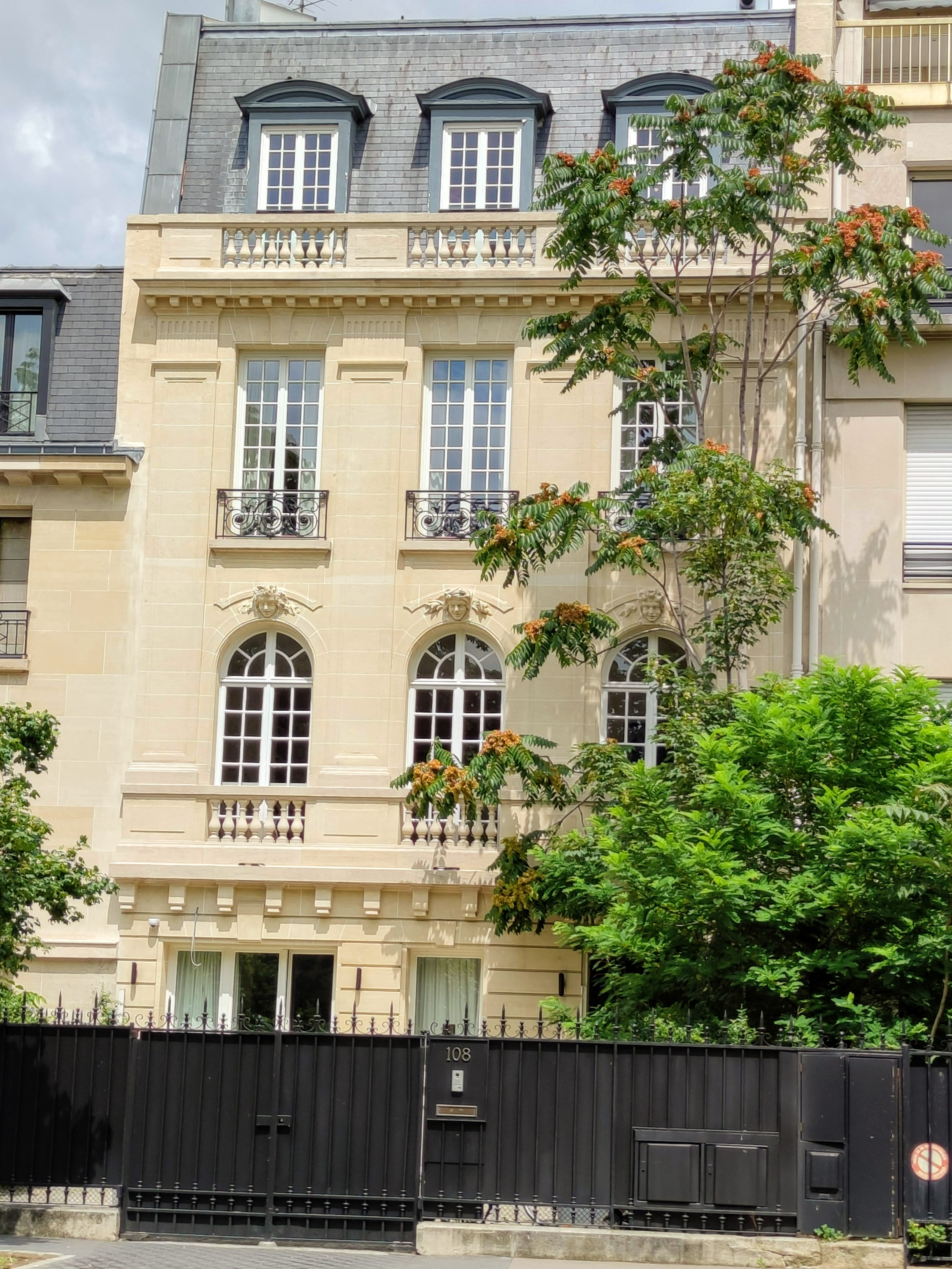
No 108.

- Jardin d'acclimatation (porte des Sablons).
- Bois de Boulogne.
- Fondation d'entreprise Louis-Vuitton.
- No 30 : en 1962, huit tableaux de maître (signés par Renoir, Monet et Degas) sont dérobés chez un ancien ambassadeur de Bolivie habitant l’immeuble[5].
- No 68 : l’industriel Léon Givaudan (1875-1936) y a son domicile et y meurt le 25 mars 1936[6]. Entre 2019 et 2021, sept plaintes pour esclavage moderne  sont déposées par les domestiques philippines d’un prince saoudien séjournant l’été, avec sa famille, dans l’immeuble[7].
- No 74 : l’industriel Marcel Boussac (1889-1980) possédait à cette adresse[8] un duplex de 600 m2[9].
- No 74 : entrée du square Capitaine-Claude-Barrès.
- No 80 : le prince Ali Khan, mort en 1960 dans un accident de voiture boulevard Henri-Sellier à Suresnes, habitait à cette adresse[10], qui devient ensuite celle de l'ambassade de Jordanie en France. Le 23 juillet 1971, après 18 heures 30, l’ambassade est attaquée par un groupe de manifestants pro-palestiniens et plusieurs bouteilles incendiaires sont lancées contre la façade du bâtiment. L’un des manifestants, interpellé peu après, est grièvement blessé par un policier d’un coup de pistolet en plein thorax[11]. En décembre 1970, un groupe d’environ deux cents manifestants avait déjà réussi à pénétrer dans les locaux de l’ambassade, en avait brisé les vitres et aspergé d’acide les meubles et les parquets avant de tenter d’allumer un incendie[12].
- No 86 : l’écrivain André Maurois (1885-1967) s’installe à cette adresse le 14 juillet 1931[13] et y vit jusqu’à sa mort, en 1967[14]. Le 10 octobre 1977, une plaque est apposée sur la maison de l’écrivain[15].
- No 96 : en 1936, une campagne publicitaire illustrée par des photographies est lancée en faveur de cet immeuble avec « pour Madame, plus de soucis domestiques, plus de cuisine, le confort » et « pour Monsieur, une cuisine délectable dans un milieu élégant, sélect et agréable »[16].
- No 104 : entrée de la villa Maillot, voie privée.
- No 124 : immeuble de six étages carrés construit après 1928 par les architectes Paul Viard, Marcel Dastugue et Clément Palacci à l’emplacement d’une maison transformée et surélevée par Louis Dauvergne en 1895[17].
- Nos 124-126 : à cette adresse se trouvait l'ancienne Villa Thibault, construite en 1904, restaurée par le décorateur Pierre Barbe en 1935 et détruite en 1976[18],[19].

### Bâtiments démolis
- No 96 : Robert de Montesquiou vécut au « pavillon des Muses » à ce no  (détruit en 1937)[20]. En 1902, la reine Marie-Sophie de Naples, qui habite le boulevard depuis déjà plusieurs années, se fait construire un hôtel de style Louis XVI à côté de celui de Robert de Montesquiou[21].

### Dans la fiction
- No 96 : sortie secrète[22] de l'entrepôt situé 95 rue Charles-Laffitte d'Arsène Lupin[23],[24].